# 1919 au Canada
Pour un article plus général, voir Chronologie du Canada.
Cet article traite des événements qui se sont produits durant l'année 1919 au Canada.

## Événements

### Politique

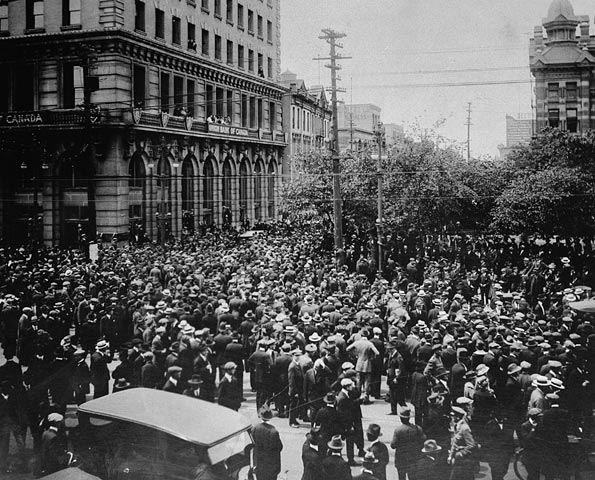
15 mai-25 juin : Grève générale de Winnipeg.

- 18 mars : le prince de Galles ouvre la 13e législature du Canada.
- Avril à juin : le corps expéditionnaire canadien quitte la Russie. L'Union soviétique y devient le nouvel état.
- 15 mai - 25 juin : grève générale de Winnipeg.
- 22 mai : la Chambre des communes du Canada adopte la Résolution Nickle.
- 23 juin : élection générale québécoise. Lomer Gouin (libéral) est réélu Premier ministre du Québec.
- 28 juin : le Canada fait partie des signataires du traité de Versailles mettant fin à la première guerre mondiale.
- 16 août : établissement des relations diplomatiques entre le Canada et la Roumanie (à l'époque le Royaume de Roumanie)
- 20 octobre : élection générale ontarienne. Ernest Charles Drury devient Premier ministre de l'Ontario.

- Apparition du National Progressive Party né du mécontentement rural en Ontario et dans les provinces de l’Ouest. Les libéraux absorbent rapidement le mouvement.
- Visite royale du prince Édouard de Galles.

### Justice
- La province de Québec adopte une loi sur la prohibition d'alcool. Devant une forte opposition, cette loi est retirée rapidement l'année suivante.

### Sport
- Fin de la Saison 1918-1919 de la LNH. Le championnat de la Coupe Stanley est annulé à cause de la grippe espagnole. Les Canadiens de Montréal perdent le joueur Joe Hall le 5 avril à cause de cette épidémie.
- Début de la Saison 1919-1920 de la LNH.
- La Coupe Memorial est offerte pour récompenser la meilleure équipe junior de hockey sur glace. L'Université de Toronto remporte le premier championnat.

### Économie
- La compagnie de chemin de fer du Grand Tronc est en faillite.
- L’autobus entre en fonction à Montréal.
- Fondation des supermarchés Loblaws.

### Science

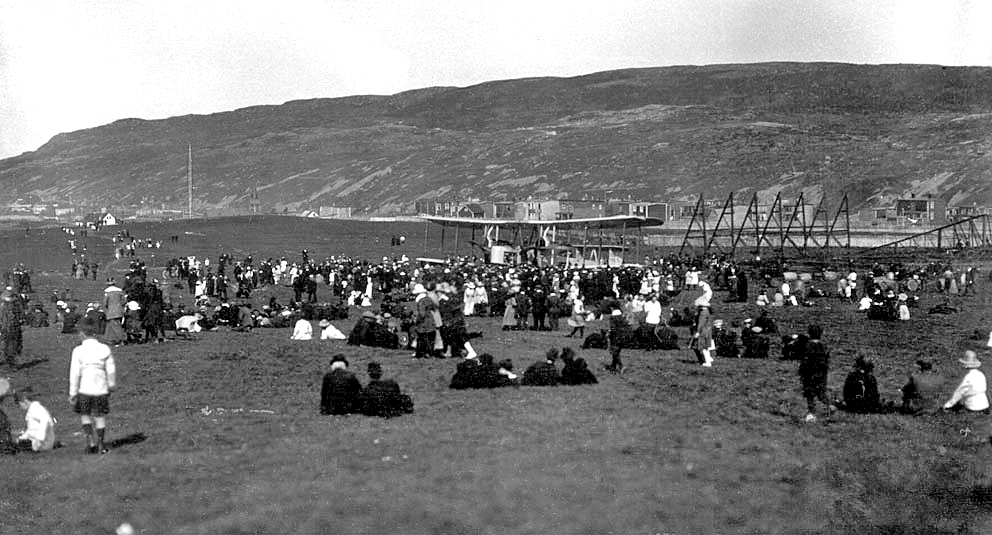
L'aéroplane de Alcock et Brown avec des spectateurs à St John's, Terre-Neuve.

- 14 juin : premier vol transatlantique effectué par Alcock et Brown reliant Terre-Neuve à l'Irlande.
- Invention de l'Hydroptère par Alexander Graham Bell.

### Culture
- Johnston McCulley écrit le roman Le Fléau de Capistrano créant ainsi le personnage de Zorro.

### Religion
- Mars : fondation du Congrès juif canadien.
- 18 décembre : Joseph-Romuald Léonard devient évêque de l'Archidiocèse de Rimouski.

## Naissances
- 13 janvier : Igor Gouzenko, défecteur russe.
- 21 juin : Gérard Pelletier, journaliste et homme politique.
- 5 juillet : Gordon Towers, lieutenant-gouverneur de l'Alberta.
- 1er août : Jack Butterfield, personnalité du hockey sur glace professionnel nord-américain.
- 21 août : Marcel Lambert, homme politique.
- 18 octobre : Pierre Elliott Trudeau, premier ministre du Canada.
- 4 novembre : Simonne Monet-Chartrand, féministe et syndicaliste.
- 10 décembre : Vincent Brassard, homme politique fédéral provenant du Québec.
- 25 décembre : Paul David, Cardiologue.

## Décès

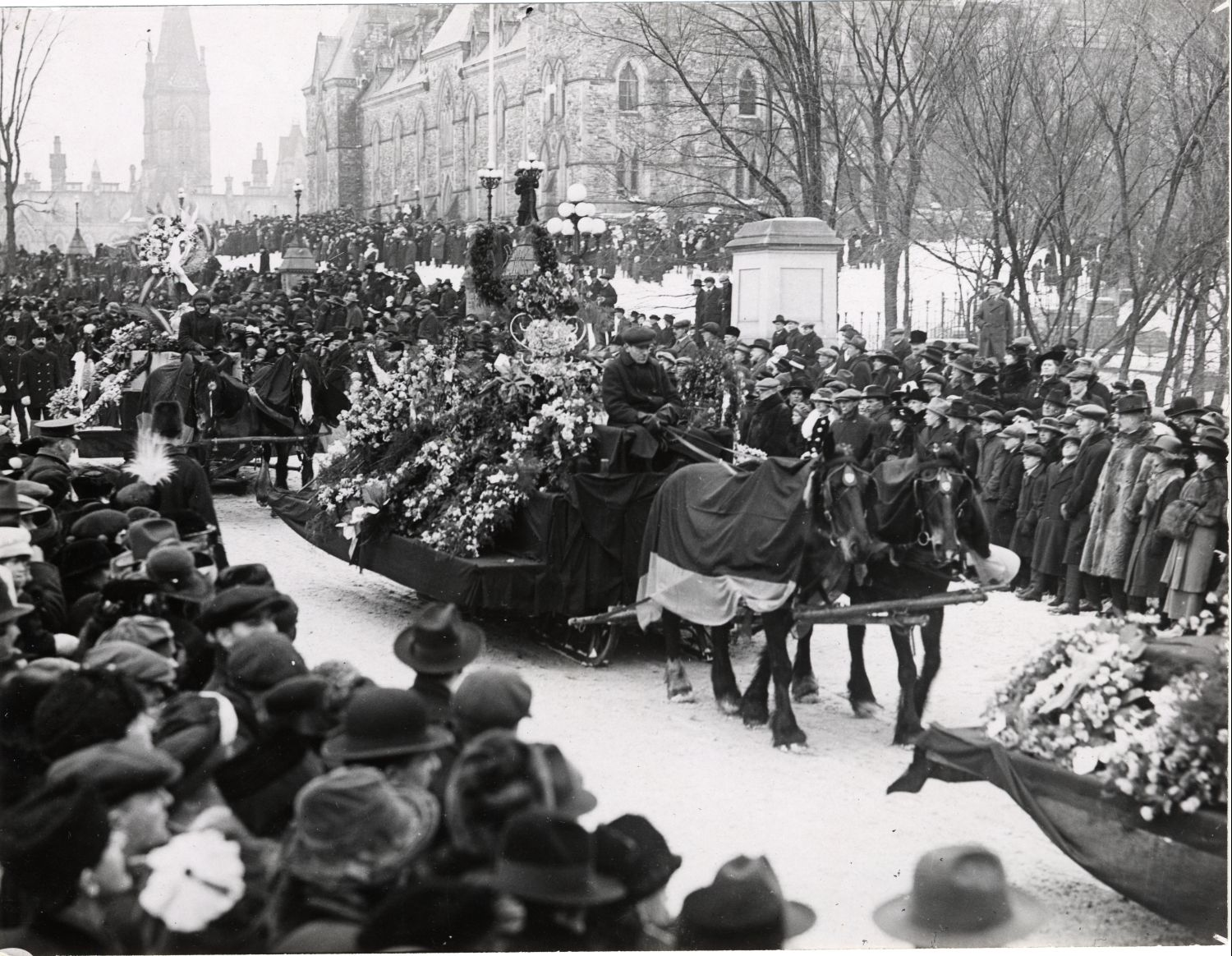
Funérailles de Wilfrid Laurier.

- 30 janvier : Sam Steele, officier de la gendarmerie royale du Canada.
- 17 février : Wilfrid Laurier, premier ministre du Canada.
- 19 février : Rodolphe Forget, homme d'affaires.
- 29 juillet : Frederick Peters, premier ministre de l'Île-du-Prince-Édouard.
- 14 octobre : Simon Hugh Holmes, premier ministre de la Nouvelle-Écosse.
- 11 novembre : George Haddow, politicien.
- 29 décembre : William Osler, médecin.